# Souvenance
Albums de Anouar Brahem
The Astounding Eyes of Rita
(2009) Blue Maqams
(2017)
Souvenance est un album de musiques du monde du joueur de oud tunisien Anouar Brahem. 
Cet album est sorti sur le label ECM Records en mai 2014. Il est le premier album du musicien accompagné d'un orchestre à cordes,,,,,. 

## Composition
L'album a été écrit pendant le printemps arabe en Tunisie, Brahem dit à ce sujet : « j'ai dû attendre que la pression baisse avant de pouvoir reprendre le travail » et poursuit : « je ne revendique pas un lien direct entre mes compositions et les événements qui ont eu lieu en Tunisie [...] mais j'en ai été profondément affecté »,. 

## Liste des pistes
ECM New Series - ECM 2423/24.  
Disque 1
1. Improbable Day (12:41)
2. Ashen Sky (7:36)
3. Delivrance (5:07)
4. Souvenance (9:16)
5. Tunis at Dawn (6:42)
6. Youssef's Song (10:23)

Disque 2
1. January (7:19)
2. Like a Dream (9:40)
3. On the Road (7:59)
4. Kasserine (9:35)
5. Nouvelle Vague (2:40)

Durée Totale : 1:28:58

## Artistes
- Anouar Brahem - oud
- François Couturier - piano
- Klaus Gesing - clarinette basse
- Björn Meyer - basse
- Orchestre de la Suisse italienne - Pietro Mianiti